# Gert Verhulst
Gert Verhulst es un actor, cineasta, guionista, presentador y empresario flamenco, más conocido por su papel de Gert en la serie Samson en Gert. Él forma parte de la cabeza de Studio 100.

## Vida personal
Verhulst tiene dos hijos, productos de un matrimonio que terminó en 2003. Tuvo una relación de 2005 a 2007 con Karen Damen, y desde 2008 con una propietaria de restaurantes en Blankenberge.
En 2006 el periódico Het Nieuwsblad publicó que era oficialmente millonario.

## Carrera
En 1987 fue presentador en la Vlaamse Radio- en Televisieomroep. En la Navidad de 1989 comenzó a ser acompañado por Samson, un perro ficticio que lo acompañaría hasta la actualidad en la serie Samson en Gert.
De 1992 a 1997 presentó el juego lingüístico Zeg eens Euh!, del cual creó su concepto. En 1997 se trasladó a la televisora vtm y presentó Wat zegt u?.

## Studio 100
En 1996 fundó Studio 100 junto a Danny Verbiest y Hans Bourlon. En 2006 vendió una parte de sus acciones en el grupo asegurador Ageas y se convirtió oficialmente en millonario.
La producción cuenta con una facturación de €73.000.000 y €5.000.000 obtenidos por beneficios económicos. Se calcula que Studio 100 tiene 100.330 trabajadores. En 2008 fue elegido directivo de año por su labor en Studio 100.